# Góry Kartlijskie

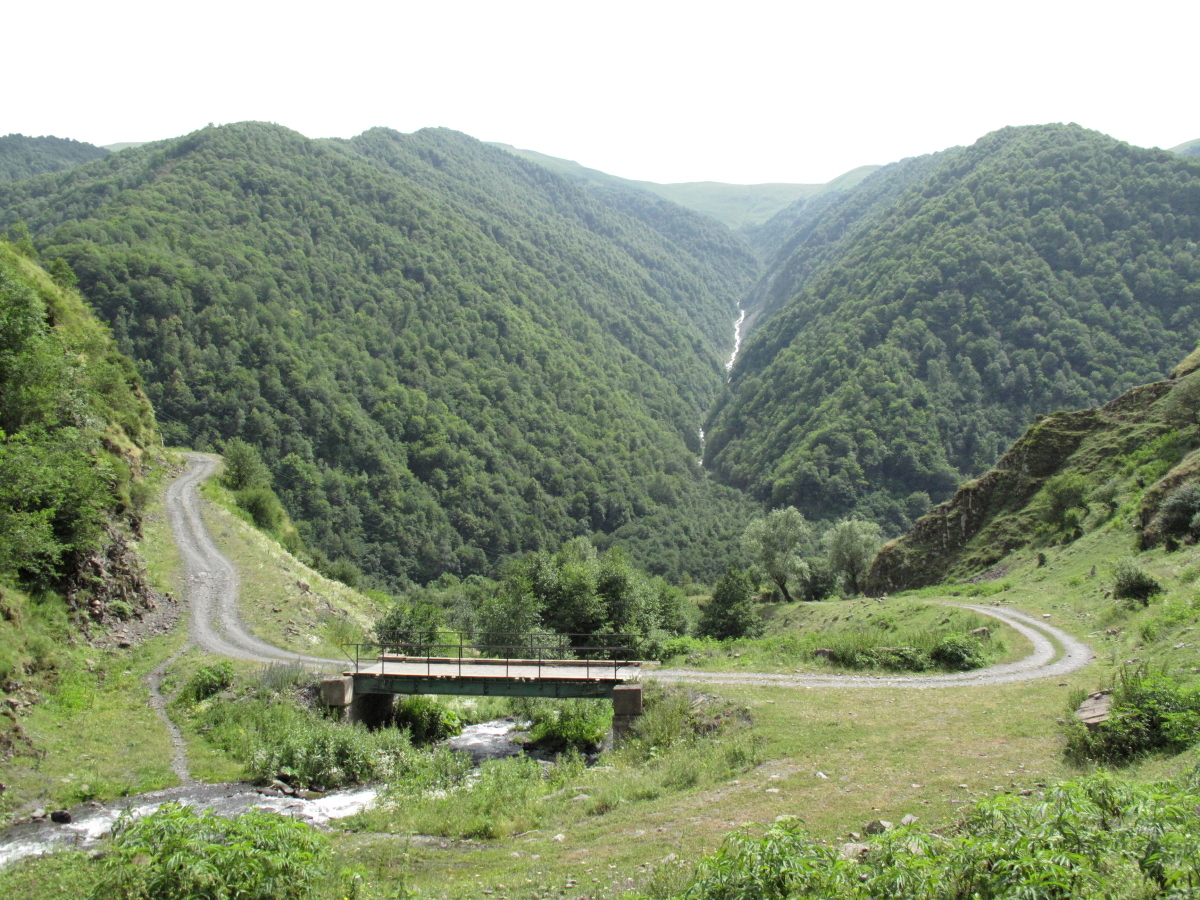
widok na góry

Góry Kartlijskie (gruz. ქართლის ქედი, trl. K'art'lis K'edi, trb. Kartlis Kedi) – pasmo górskie w południowej części Wielkiego Kaukazu, w Gruzji. Rozciąga się pomiędzy rzekami Pszawis Aragwi i Iori na długości ponad 100 km. Najwyższe szczyty wznoszą się ponad 3000 m n.p.m. Najbardziej rozpoznawalny szczyt to Cziczo (3076 m n.p.m.).  Pasmo zbudowane jest głównie z piaskowców, margli i łupków. Zbocza pokryte są lasami bukowymi i dębowymi. W wyższych partiach występują łąki wysokogórskie. U podnóża zlokalizowane jest miasto Tianeti.